# Přes noc třicítkou
Přes noc třicítkou uváděná také pod názvem Náhle třicetiletá je americká romantická komedie z roku 2004 režírovaná Garym Winickem.

## Děj
Jenna Rinková je neoblíbená holka, jejímž snem je být součástí party Lucy Wymanové. Když slaví narozeniny, její kamarád Matt Flamhaff jí dá jako dárek domeček pro panenky, který jí sám vyrobil a na jehož střechu nasypal kouzelný prášek. Na párty se objeví i Lucy Wymanová a její parta a udělají nehezký vtip, o kterém si Jenna myslí, že za něj může Matt. Jenna se rozpláče a zavře se v kumbále, kam před tím schovala domeček pro panenky od Matta. Práskne za sebou dveřmi, což způsobí, že trocha kouzelného prášku z domečku pro panenky spadne na Jennu. Jenna si zavřená v kumbále přeje, aby už jí bylo třicet a byla přitažlivá.
Když se druhý den Jenna probudí, je jí třicet let a nepamatuje se, co se stalo od jejích narozenin, kdy dostala domeček pro panenky, dosud. Zjistí, že je nejlepší Lucyina kamarádka a že pracuje pro Poise, její oblíbený módní časopis od doby, kdy byla náctiletá. Chybí jí Matt, kterého se rozhodne najít. Zjistí, že Matt se jí začal stranit, když se Jenna stala součástí Lucyiny party, a že je zadaný.
Jenna uslyší, že ji Lucy pomlouvá a uvědomí si, že to, co dřív chtěla, nebylo důležité. Jenna je neoblíbená, už několik let se nestýká se svými rodiči a má aféru s manželem své kolegyně. Je také obviněna, že nápady časopisu, pro který pracuje, předává konkurenčnímu časopisu Sparkle. Ani jí samotné se už nelíbí, co se z ní stalo a začne svůj život měnit.
Jenna se vrátí domů do New Jersey, a když její rodiče nejsou doma, schová se v kumbále, ve kterém se schovala jako malá holka, než se probudila jako třicetiletá, a pláče. Když se Jenniny rodiče vrátí, dovolí jí zůstat přes noc. Jenna si druhý den prohlíží školní ročenku a zastaví se u záznamů z doby, kdy jí bylo 17 a kterou si nepamatuje. Ty jí inspirují k návratu na Manhattan, kde pracuje na několika projektech, při kterých opět skamarádí s Mattem. Přestože jsou Matt i Jenna zadaní, při jedné společné procházce se políbí.
Jenna se snaží obnovit svojí práci pro Poise, ale zjistí, že výsledky její práce skončily u Sparkle a Poise končí. Jenna si uvědomí, že je tím, kdo může za konec časopisu. Když to zjistí Lucy, přesvědčí Matta, aby na ni převedl práva k fotografiím, které udělal pro Jennu kvůli snaze o obnovení časopisu Poise. Přijme pozici šéfeditora Sparkle a řekne Jenně, že by ráda, aby jejich přátelství vydrželo.
Jenna zjistí, že Matt se následující den žení, a snaží se ho přesvědčit, aby se neženil. Matt je ale již rozhodnut a slibuje Jenně, že zůstanou přátelé. Dá jí její domeček pro panenky, který pro ni kdysi vyrobili a na kterém je ještě kouzelný prášek, který se za Jennina pláče z domečku zvedne a část ho spadne na Jennu. Jenna se s domečkem pro panenky zavře do kumbálu a přeje si, aby byla opět malou holkou. Když vyjde z kumbálu, je z ní opět malá holka. Všimne si, že přichází Matt, tak se na něho vrhne a začne ho líbat a vedouce se ruce vycházejí po schodech a prochází dveřmi. Po projití dveřmi se oba ocitají venku jako třicetiletí, před domem, který připomíná Jennin domeček pro panenky.

## Obsazení
| Jennifer Garnerová   | Jenna Rinková                          |
| Mark Ruffalo         | Matt Flamhaff                          |
| Judy Greer           | Lucy Wymanová                          |
| Christa B. Allen     | malá Jenna Rinková                     |
| Kathy Baker          | Beverly Rinková                        |
| Phil Reeves          | Wayne Rink                             |
| Andy Serkis          | Richard                                |
| Alex Black           | mladý Christopher Grandy               |
| Alexandra Kyle       | malá Lucy Wymanová, přezdívaná Tom-Tom |
| Marcia DeBonis       |                                        |
| Kiersten Warren      |                                        |
| Joe Grifasi          | pan Flamhaff                           |
| Mary Pat Gleason     | paní Flamhaffová                       |
| Courtney Chase       | Stella Lohmannová                      |
| Renee Olstead        | Becky                                  |
| Maz Jobrani          | Glenn                                  |
| Brittany Curran      | Mindy                                  |
| Scout Taylor-Compton | Tiffany                                |
| Lynn Collins         |                                        |
| Ashley Benson        |                                        |
| Brie Larson          |                                        |
| Robinne Lee          |                                        |
| Gia Mantegna         |                                        |
| Jim Gaffigan         |                                        |
| Irena A. Hoffman     |                                        |
| Sara Swain           |                                        |
| Candace Elaine       |                                        |
| Susan Egan           |                                        |